# Torres Bermejas
Torres Bermejas ("torres ruivas") são os restos duma fortaleza na cidade de Granada, no sul de Espanha. Situa-se na colina do Mauror, frente ao complexo palaciano da Alhambra e no período muçulmano era chamada Hizn Mawror (castelo de Mawror, do nome do bairro onde se situava).
O castelo de Mawror era uma das fortificações das muralhas da Granada muçulmana. Foi construído talvez no século IX, embora alguns autores acreditem que as torres que atualmente existem datem do período almorávida (séculos XI e XII). Foi remodelado em várias ocasiões antes do século XIV. Originalmente situava-se na parte oriental das muralhas da chamada cidade nova, mas com a ampliação da cidade para leste, acabou por ficar dentro do recinto urbano.
Atualmente subsistem três torres, com uma porta aberta entre duas delas, construídas em argamassa, um algibe de duas naves e, por cima deste, um baluarte, este último mais recente, da época cristã. Este baluarte situa-se na parte virada para o bairro do Albaicín. As três torres são de tamanhos diferentes, sendo a maior a do centro, com três pisos. O monumento está incluído no perímetro de gestão da Alhambra.